# Themus dolphukangensis
Themus dolphukangensis es una especie de coleóptero de la familia Cantharidae.

## Distribución geográfica
Habita en Nepal.